# Lissac, Ariège
Lissac är en kommun i departementet Ariège i regionen Occitanien i södra Frankrike. Kommunen ligger  i kantonen Saverdun som ligger i arrondissementet Pamiers. År 2022 hade Lissac 240 invånare.

## Befolkningsutveckling
Antalet invånare i kommunen Lissac
Referens: INSEE